# Acmanthera
Az Acmanthera a Malpighiales rendjébe és a malpighicserjefélék (Malpighiaceae) családjába tartozó nemzetség.

## Rendszerezés
A nemzetségbe az alábbi 7 faj tartozik:
- Acmanthera cowanii W.R.Anderson
- Acmanthera duckei W.R.Anderson
- Acmanthera fernandesii W.R.Anderson
- Acmanthera latifolia (Juss.) Griseb.
- Acmanthera longifolia Nied.
- Acmanthera minima W.R.Anderson
- Acmanthera parviflora W.R.Anderson